# 三遊亭良楽
三遊亭 良楽（さんゆうてい りょうらく、1963年11月1日 - ）は、五代目圓楽一門会に所属する落語家。本名は大橋 元。出囃子は『といちんさ』。

## 来歴
富山県立富山高校卒業、富山大学工学部中退。
1987年、5代目三遊亭圓楽に入門。
二つ目（1990年）を経て、1992年、三遊亭真楽、三遊亭好太郎、三遊亭楽松、三遊亭竜楽、三遊亭愛楽、三遊亭京楽と共に真打に昇進。

## 出演番組
- クイズフォーカスイン（富山テレビ）
- 気ままプラン（FMとやま、2020年6月19日 - 2022年3月、2024年10月 - ）